# Sim Var
Sim Var (Khmer: ស៊ឹម វ៉ា; * 2. Februar 1906 (nach anderen Angaben: 1904) in Tbaung Khmum, Provinz Kâmpóng Cham; † 12. Oktober 1989 (nach anderen Angaben: 12. April 1989) in Paris) war ein kambodschanischer Politiker, der unter anderem zwischen 1957 und 1958 sowie erneut 1958 kurzzeitig Premierminister von Kambodscha sowie von 1955 bis 1956 Präsident der Nationalversammlung war.

## Leben
Sim Var, der aus einer Bauernfamilie stammte, engagierte sich früh für die Unabhängigkeit Kambodschas und war 1936 neben Son Ngoc Thanh und Pach Chheun Mitgründer der nationalistischen Tageszeitung Nagara Vatta. 1942 wurde der Zeitungsbetrieb eingestellt, nach die Herausgeber beschuldigt wurden, den sogenannten „Aufstand der Regenschirme“ (Révolte des ombrelles) gegen die französische Kolonialverwaltung initiiert zu haben. Zusammen mit Chhean Vam, Sisowath Youtevong und Ieu Koeus gehörte er 1946 zu den Mitgründern der Demokratischen Partei (ក្រុមប្រជាធិបតេយ្), die für die Souveränität des Landes eintrat. Im Februar 1947 wurde Var zusammen mit 16 anderen Demokraten von französischen Behörden wegen des Vorwurfs verhaftet, Mitglied einer pro-japanischen Gruppe zu sein, die sich der französischen Herrschaft in Kambodscha widersetzt. Von März bis November 1947 wurde er für neun Monate in Saigon und schließlich bis zu seiner Freilassung 1948 in der Provinz Kâmpóng Cham interniert. Im Juni 1952 wurde er Informationsminister im dritten Kabinett von Premierminister Norodom Sihanouk und hatte dieses Amt bis Januar 1953 inne.
Nach der Unabhängigkeit Kambodschas von Frankreich am 9. November 1953 war Sim Var in der zweiten Regierung unter Premierminister Penn Nouth kurzzeitig 1953 Verteidigungsminister. Im April 1954 wurde er Minister für öffentliche Arbeiten und fungierte zwischen 1954 und 1955 als Landwirtschaftsminister in der dritten Regierung von Penn Nouth. Daraufhin bekleidete er von 1955 bis 1956 das Amt des Präsidenten der Nationalversammlung. Als Nachfolger von Norodom Sihanouk wurde er 26. Juli 1957 selbst zum ersten Mal Premierminister von Kambodscha und bekleidete dieses Amt bis zu seinem 11. Januar 1958, woraufhin der Präsident der Nationalversammlung Ek Yi Oun seine Nachfolge kommissarisch antrat. Während dieser Zeit hatte er von 1957 bis 1958 zusätzlich auch das neu geschaffene Amt des Außenministers inne. Als Premierminister und Außenminister bemühte er sich unter anderem um die Verbesserung der Beziehungen zu den USA, die insbesondere durch den aufkommenden Vietnamkonflikt geprägt waren. Seine Regierung trat wegen eines Streits mit der Nationalversammlung über wirtschaftliche Angelegenheiten zurück. Daraufhin löste König Norodom Sihanouk die Nationalversammlung auf und rief Neuwahlen aus.
Am 24. April 1958 löste Sim Var Penn Nouth als Premierminister ab und bekleidete dieses Amt 77 Tage lang bis zum 10. Juli 1958, woraufhin Norodom Sihanouk zum neunten Mal selbst das Amt des Premierministers übernahm. Während seiner zweiten Amtszeit fungierte Sim 1958 auch wieder als Verteidigungsminister.
Er blieb im Anschluss im Regierungsdienst und war zwischen 1958 und 1964 erstmals Botschafter in Japan. Das Amt des Botschafters in Japan hatte er erneut von 1970 bis 1974 inne. Als Botschafter kritisierte er die politischen Zustände Ende 1970 mit heftigen Worten:
Das neue Kabinett sieht aus als ob es „von der Straße aufgepickt wurde“, dass es der Nationalversammlung an „Reife mangelt“, und das Gefolge von Premierminister Lon Nol „korrupt“ sei.
Nach dem Ende des Kambodschanischen Bürgerkrieges und der Gründung des Demokratischen Kampuchea durch die Roten Khmer von Pol Pot begab sich Sim Var ins Exil nach Paris. Am 5. Januar 1979 wurde dort das Komitee für ein neutrales und friedliches Kambodscha gebildet, das neben ihm aus Son Sann, Yem Sambaur, Hhiek Tioulong, Nong Kimmy, Thonn Ouk und Chai Thoul bestand.

## Hintergrundliteratur
- Harris M. Lentz: Heads of States and Governments Since 1945, S. 135, Routledge, 2014, ISBN 1-1342-6490-9 (Online-Version)